# Centro Superior de Información de la Defensa
El Centro Superior de Información de la Defensa (CESID) fue una agencia de inteligencia española que estuvo en funcionamiento desde 1977 hasta 2002, cuando fue reemplazada por el actual Centro Nacional de Inteligencia.

## Historia
Fue la principal agencia de inteligencia de España, creada el 14 de julio de 1977 por el entonces ministro de Defensa, Manuel Gutiérrez Mellado, para sustituir a los organismos de inteligencia de la dictadura de Francisco Franco. Estos incluían al Tercera Sección de Información del Alto Estado Mayor (SIAEM) y el Servicio Central de Documentación (SECED) dependiente de la Presidencia del Gobierno.
El 2 de noviembre de 1977 también se integró el Servicio de Información de la Presidencia del Gobierno (SIPG).
En los primeros años, su misión estaba destinada en lo fundamental a atender a la Junta de Jefes de Estado Mayor (JUJEM) y dependía jerárquica y administrativamente del Ministerio de Defensa. Por real decreto de enero de 1984, el CESID fue definido jurídicamente como la agencia de inteligencia que informaba a la Presidencia del Gobierno y al ministro de Defensa. No obstante, mantenía un carácter fundamentalmente militar. Empleó entre 2000 y 3000 personas, la mayoría militares y miembros de la Guardia Civil. Alrededor del 30 por ciento de los miembros del personal eran civiles.
Su gestión estaba al mando de un director, elegido por el gobierno a través de acuerdo del Consejo de Ministros y que en un principio tuvo el rango de director general, para pasar después al de secretario de Estado. Su primer director fue el general José Bourgón López-Dóriga.
Las unidades operativas principales fueron las de inteligencia interior, inteligencia en el exterior; contraespionaje, economía y tecnología y el apoyo operativo. En cualquier caso se distinguen dos etapas: la que va desde su creación hasta la reforma de septiembre de 1982 impulsada por el entonces ministro de Defensa, Alberto Oliart, y a partir de aquí hasta su extinción en 2002. En la primera, sus actividades se centraron en la inteligencia interior, singularmente en el seno del Ejército para evitar acciones militares que pusieran en peligro el proceso de transición democrática. A partir de 1982, se desarrolla el área contra el terrorismo, tarea definida como «obtener, evaluar y difundir la información relativa a los procesos internos que, mediante procedimientos anticonstitucionales, atenten contra la unidad de la patria y la estabilidad de sus instituciones fundamentales», el área exterior para prevenir y evitar el «peligro, amenaza o agresión exterior contra la independencia o integridad territorial de España y para asegurar sus intereses nacionales» y los servicios de contrainteligencia.
Aunque el CESID fue la mayor agencia de inteligencia en España, existían además los servicios de inteligencia de los tres ejércitos: Armada, Ejército del Aire y Ejército de Tierra, además del Servicio de Información de la Guardia Civil. Por otra parte, el Cuerpo Nacional de Policía mantenía una Comisaría General de Información, con una misión antiterrorista que incluyó una Brigada de Inteligencia en el exterior para investigar el terrorismo internacional dirigido contra España. La estructura creaba en ocasiones situaciones de concurrencia de servicios. Finalmente, la ley 11/2002 creó el Centro Nacional de Inteligencia, que sucedió al CESID.

## Directores del CESID
- José Bourgón López-Dóriga (1977-1979)
- Gerardo Mariñas Romero (1979-1980)
- Narciso Carreras (1980-1981)
- Emilio Alonso Manglano (1981-1995)
- Félix Miranda Robredo (1995-1996)
- Javier Calderón Fernández (1996-2001)
- Jorge Dezcallar de Mazarredo (2001-2002)